# Direzione centrale dell'immigrazione e della polizia delle frontiere
La Direzione centrale dell'immigrazione e della polizia delle frontiere è la struttura del Dipartimento della Pubblica Sicurezza che si occupa del contrasto all'immigrazione clandestina, della gestione delle attività attinenti alla concessione dei permessi di soggiorno ai cittadini stranieri e del presidio e del controllo dei confini terrestri, navali ed aeroportuali dell'Italia.
Acquisisce ed analizza tutte le informazioni sull'attività di vigilanza, prevenzione e contrasto dell'immigrazione clandestina via mare e ha competenza su tutti i servizi connessi con il traffico di migranti e raccorda gli interventi operativi eseguiti dai mezzi delle unità di tutte le FF.OO. preposte.

## Storia
Viene istituita con la Legge 189/02 Bossi-Fini che all'articolo 35 prevedeva la creazione di una struttura che si occupasse del coordinamento delle attività di polizia di frontiera e di contrasto dell'immigrazione clandestina e delle attività demandate alle autorità di pubblica sicurezza in materia di ingresso e soggiorno degli stranieri, scorporando tale funzione da Direzione centrale per la polizia stradale, ferroviaria, postale, di frontiera e dell´immigrazione.

## Compiti
La Direzione pone come obiettivi:
- organizzare una struttura che sappia proporre strategie di azione più specifiche ed efficaci nella materia della immigrazione
- rendere più efficaci le azioni e i controlli
- sviluppare e migliorare le competenze del personale della Polizia di Stato preposto a tali compiti

## Organizzazione
Direttore dal 20 ottobre 2021 è il prefetto Giuseppe De Matteis che è succeduto al prefetto Massimo Bontempi, nominato nel settembre 2017.

### Ufficio Affari Generali e Giuridici
Cura la pianificazione e la definizione dei programmi e degli obiettivi, nonché l’adozione dei provvedimenti di organizzazione interna, il controllo di gestione e ogni adempimento di natura amministrativo-contabile.

### Servizio Immigrazione
- Divisione I - Attività di allontanamento, rimpatrio dei soggetti irregolari e intrattenimento di questi nei CIE
- Divisione II - Servizi di contrasto all'immigrazione in mare e coordinamento ufficiali di collegamento distaccati presso paesi con i quali sono stati stipulati accordi di collaborazione in materia
- Divisione III - Relazioni Internazionali

### Servizio polizia delle frontiere e degli stranieri
- Divisione I - Coordinamento delle 9 Zone di polizia di frontiera, sicurezza scali aerei e marittimi e confini terrestri nazionali (Polizia di frontiera aerea, Polizia di frontiera marittima)
- Divisione II - Attività attinenti ai permessi di soggiorno e supporto in alcune procedure relative a visti di ingresso, di cittadinanza e asilo. Coordina, inoltre, i 103 uffici immigrazione delle questure.
- Divisione III - coordina le attività ed i dispositivi di sorveglianza marittima, aerea e terrestre per il contrasto dell’immigrazione irregolare.

Tutte le unità navali e aeree devono informare la Direzione Centrale ogni qualvolta sia avvistata un'imbarcazione sospetta, così come sono tenute a fornire ad essa tutte le notizie utili all'individuazione di un trasporto illecito di emigranti. La Direzione Centrale è responsabile per la pianificazione degli interventi da effettuare, tenendo conto delle informazioni ricevute e degli accordi o delle intese conseguite con il Paese di provenienza del natante sospetto.

## Fonti
- interno.it. URL consultato il 7 dicembre 2010 (archiviato dall'url originale il 15 marzo 2011).
- poliziadistato.it. URL consultato il 7 dicembre 2010 (archiviato dall'url originale il 14 novembre 2010).
- Legge 189/02, su camera.it. URL consultato il 7 dicembre 2010 (archiviato dall'url originale il 15 febbraio 2018).
- interno.it. URL consultato il 7 dicembre 2010 (archiviato dall'url originale il 21 maggio 2011).
- Decreto Interministeriale 14 luglio 2003